# Eudyptes chrysolophus

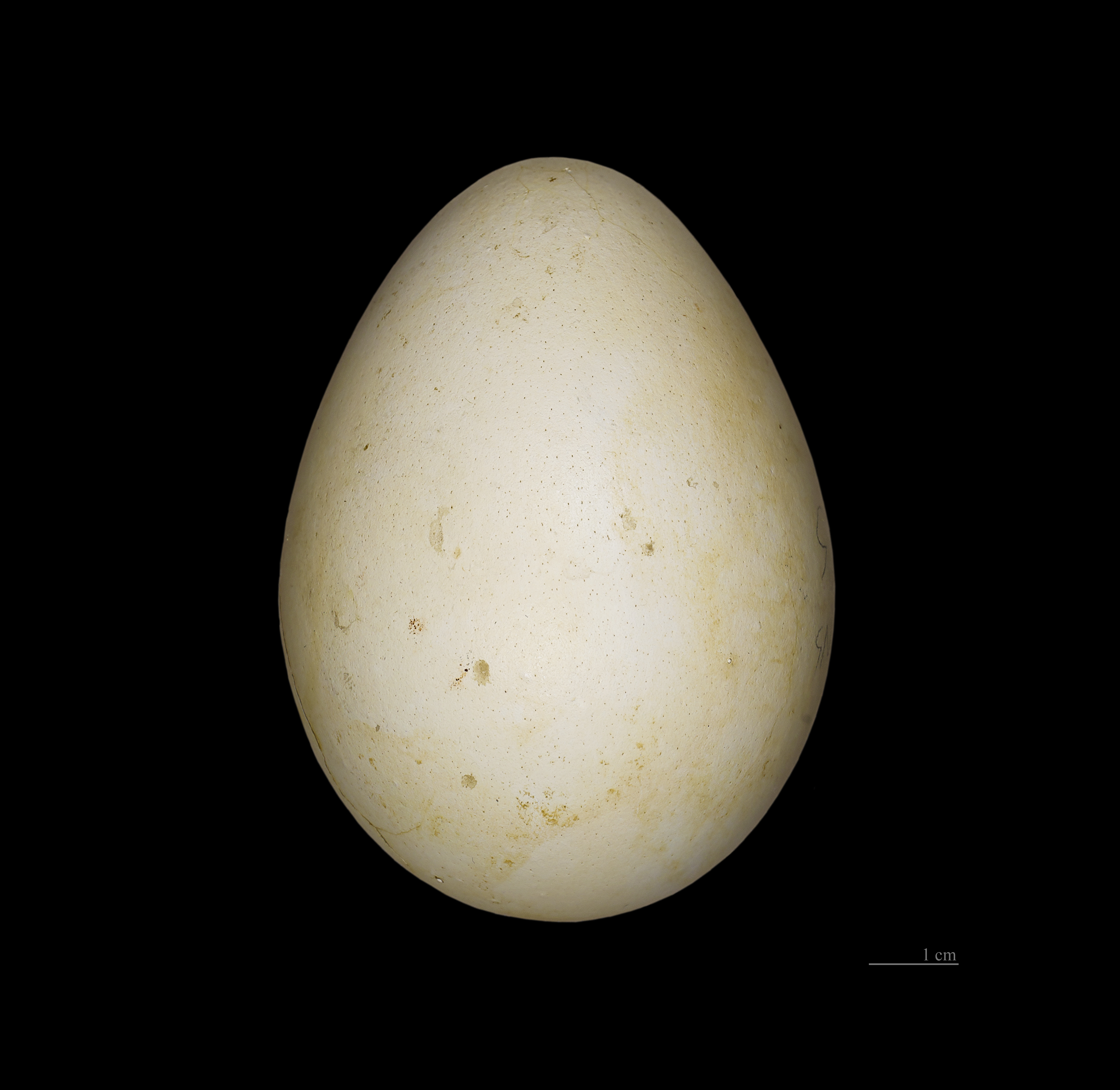
Uovo di Eudyptes chrysolophus

L'eudipte ciuffodorato (Eudyptes chrysolophus (Brandt, 1837), noto anche come pinguino fronte dorata o pinguino macaroni, è un uccello appartenente alla famiglia Spheniscidae.
L'eudipte ciuffodorato si distingue dagli altri Sfeniscidi a causa di un particolare connotato: la cresta gialla. È un ornamento che mette in mostra nelle fasi del corteggiamento. 

## Descrizione
Un eudipte ciuffodorato adulto può pesare fino a 5,5 kg. ed è alto circa 70 cm. 

## Biologia
Si nutre principalmente di crostacei (gradisce molto il krill) e cefalopodi.

### Distribuzione e habitat
Oceano Atlantico meridionale e Oceano Indiano meridionale (soprattutto nelle isole sub-antartiche), penisola Antartica.